# Strix albitarsis
El cárabo patiblanco (Strix albitarsis) también cárabo de patas blancas, lechuza patiblanca, búho ocelado, búho rufibandeado y búho rufo bandeado es una especie de ave rapaz nocturna de la familia Strigidae nativa de América del Sur.

## Distribución y hábitat
Su hábitat natural son  los bosques húmedos y matorrales en Bolivia, Colombia, Ecuador, Perú y Venezuela. Está clasificado como Preocupación menor por la IUCN.

## Subespecies
El cárabo patiblanco tiene tres subespecies reconocidas:
- Strix albitarsis albitarsis (Bonaparte, 1850)
- Strix albitarsis opaca (JL Peters, 1943)
- Strix albitarsis tertia (Todd, 1947)